# Wilco thoe Schwartzenberg en Hohenlansberg
Wilco baron thoe Schwartzenberg en Hohenlansberg (28 mei 1738 - 24 mei 1788) was grietman, ontvanger-generaal en dijkgraaf van de Friese grietenij Wonseradeel en gedeputeerde van de Nederlandse provincie Friesland.

## Leven en werk
Schwartzenberg werd in 1738 geboren als zoon van de grietman van Dantumadeel en gedeputeerde van Friesland Michael Onuphrius thoe Schwartzenberg en Hohenlansberg en van Margaretha Maria van Gendt. In 1758 werd hij benoemd tot grietman, ontvanger-generaal en dijkgraaf van Wonseradeel. Hij was evenals zijn vader gedeputeerde van Friesland. Deze functie vervulde hij van 1764 tot 1773 en van 1779 tot 1788. In 1767 werd onder zijn leiding de kerk van Ferwoude opnieuw gebouwd. Hij woonde op de Wibrandastate in Hichtum, die hij van zijn tante Juliana Agatha barones thoe Schwarzenberg en Hohenlansberg had geërfd. In 1783 werd hij aangesteld als meesterknaap in het jachtgerecht van Friesland. Hij was een van de invloedrijkste grietmannen van Friesland. In 1757 werd Schwartzenberg eigenaar van de Eysinga State te Rinsumageest. Hij overleed ongehuwd in mei 1788 net voor zijn vijftigste levensjaar.